# Pederastia albanese
La pederastia albanese era una consuetudine segnalata da numerosi viaggiatori occidentali nel XIX secolo tra i quali Edvard Westermarck, John Cam Hobhouse, il quale nel suo diario di viaggio, segnala che la pederastia era "apertamente praticata," e Johann Georg von Hahn, noto anche come "il padre degli studi albanesi". Secondo tali segnalazioni era comunemente e socialmente accettato che i giovani tra i sedici ed i ventiquattro anni corteggiassero ragazzi dai dodici ai diciassette anni.
In letteratura, l'amante più anziano è chiamato ashik (dalla parola araba ishq, "amore appassionato") e l'amato, dyllber (dal turco dilber, "bello"). Un ghego si sposava all'età di 24 o 25 anni, e poi solitamente, ma non sempre, rinunciava all'amore con i ragazzi.
La pratica fu limitata con l'avvento del comunismo nel 1944.

## Aspetti delle relazioni
Benché i rapporti omosessuali fossero diffusi prevalentemente fra i musulmani, sono stati segnalati anche tra i cristiani, per i quali esisteva anche una cerimonia speciale eseguita da un prete in chiesa per sigillare l'unione, chiamata vellameria (dall'albanese vella, "fratello" e marr, "per accettare"). La gelosia era un fenomeno frequente, e a volte gli uomini arrivavano a commettere omicidio a causa di un ragazzo.
Secondo Naecke: "gli albanesi del nord provano per i bei giovani un amore del tutto entusiasta. La loro passione e la loro gelosia è così forte che ancora oggi a volte si verificano casi di suicidio... Inoltre, è ben vero che, quando si svolgono, le unioni-fratellanza vengono benedette dai sacerdoti - i due partner condividono l'Eucaristia subito dopo".
I viaggiatori che visitarono il paese, tra i quali il generale e storico francese Frédéric François Guillaume (barone de Vaudoncourt) e Lord Byron parlano anche dell'interesse di Ali Pasha per questo tipo di amore, descrivendo il suo serraglio di bei giovani, da cui trasse non solo i suoi amanti, ma anche i suoi collaboratori più fidati, come il greco Athanasi Vaya, che divenne il suo braccio destro nonché un generale.

## Riferimenti poetici e letterari
Alcuni osservatori occidentali segnalarono la pratica con una luce negativa. François Pouqueville, il console generale di Napoleone in Albania tra il 1805 e il 1815, accusa gli albanesi di essere "non meno dissoluti a questo proposito che gli altri abitanti della Grecia moderna, senza avere alcun apparente idea dell'enormità del crimine".
Altri invece la presentano come sorprendentemente positiva, soprattutto alla luce dei valori culturali del pubblico colto europeo del periodo, ai quali era destinata la pubblicazione.
Hahn documenta un certo numero di poesie omosessuale in Ghego, come ad esempio

S'gjen ndonji zok qi kendon,

Te gjithe jane e po qajne.

I mjeri ashik sa fort po duron,

Prej dyllberit po e dajne.

Dilli, qi len ne mengjes

Si ti, o djal, kur me zallandise

Kur me kthen syt' e zes'

Shpirt ment prej kres' mi gremise.

Non troverete nessun uccello che canta,

Tutti loro siederanno e piangeranno soltanto.

Il povero amante, quanto fortemente resiste,

[Perché] lo separano dal suo amato.

Il sole, quando sorge al mattino,

È come te, ragazzo, quando sei vicino a me.

Quando il tuo scuro occhio si posa su di me,

Fa uscire la ragione dalla mia testa. 

— Neçín di Përmet, figlio di Ali Pasha Frakulli, metà del XIX secolo

## Pashalik di Ioannina
Secondo gli storici l'harem del leader musulmano albanese Alì Pascià di Tepeleni (durante il dominio ottomano), era composto da alcune centinaia di ragazze giovani e di bei ragazzi. Una canzone popolare locale sud-albanese recita:
| Originale                  | Traduzione in italiano              |
| C'e pandeh, o, Ali Pasha?  | Cosa pensi, o Ali Pasha?            |
| Mos jemi çupa nga Narta    | Non siamo le ragazze venute da Arta |
| edhe djemi nga Gjirokastra | e i ragazzi venuti da Argirocastro  |
| të loç ti me 'ta nga nata  | come quelli con cui giochi di notte |